# Ciril II d'Alexandria
Ciril II fou el 67è Papa d'Alexandria i Patriarca de la Seu de Sant Marc.
Hi havia hagut una disputa de lideratge sobre l'elecció de Ciril II com a patriarca d'Alexandria. Un concili de quaranta-set bisbes es reuní per a deposar-lo, amb el suport d'un supervisor musulmà d'un hort anomenat Yaseeb. Segons la seva hagiografia, el papa digué al supervisor "Si el governador té autoritat, Crist té autoritat sobre el cel i la terra", després va baixar del cavall i va fer una matonia davant seu. Degut a les paraules del papa, s'afirma, el governador s'enfurismà amb el supervisor, i el feu decapitar al mateix lloc i al mateix temps que s'havia fet la matonia. Això suposadament evità una escissió a l'església, i Ciril II i els bisbes dissidents es van reconciliar.
Tot i que el patriarcat d'Alexandria va residir sempre a la ciutat d'Alexandria des de la seva fundació per Marc l'Evangelista al segle I, es va fer cada cop més incòmode per als papes d'Alexandria estar lluny de la capital recentment fundada al Caire . Ciril II va traslladar la seu del patriarcat a l'Església Penjant del Caire al segle XI.
El patriarca Ciril intentà ordenar un bisbe degudament consagrat perquè fos el nou Abuna de l'Església Ortodoxa Etíop, però Badr al-Jamalí, el visir del califa al-Mustànsir, el va obligar a ordenar en el seu lloc Abuna Sawiros . Encara que al principi fou ben rebut quan va arribar a Etiòpia, el candidat del califa va començà a afavorir obertament l'islam en aquest país cristià construint set mesquites, ostensiblement per a l'ús dels comerciants musulmans. Això provocà una oposició general a Etiòpia. Abuna Sawiros justificà els seus actes dient que la negativa a construir aquestes mesquites provocaria una persecució a Egipte. No obstant això, l'Abuna fou empresonat, les set mesquites destruïdes i les restriccions imposades als comerciants musulmans. Actes recíprocs van seguir a Egipte, i una ruptura en les relacions entre els dos països.
El papa Ciril II va partir el 12 de Paoni de l'any 808 (6 de juny de 1092 dC).